# Sousoší svatého Josefa s Ježíškem a andílky (Osice)
Socha svatého Josefa s Ježíškem a andílky se nalézá v centru obce Osice v okrese Hradec Králové na uměle navršené vyvýšenině pod kostelem Nanebezetí Panny Marie. Toto vrcholně barokní pískovcové sousoší je chráněno jako kulturní památka ČR. Národní památkový ústav tuto sochu uvádí v katalogu památek pod rejstříkovým číslem ÚSKP 29757/6-5497.

## Historie
Toto vrcholně barokní pískovcové sousoší bylo vytvořeno v roce 1735 barokním sochařem Ignácem Devotym.

## Popis
Sousoší svatého Josefa stojí na pískovcové základové desce na masivním soklu několikrát konvexně a konkávně uskočeném, zdobeném po stranách volutami a na čelní straně kartuší s reliéfními ornamenty. Sokl je ukončen profilovanou krycí deskou, na které byli v rozích na čelní straně osazeni dva andílci. Mezi nimi na kuželovitém podstavci stojí vlastní sochy sv. Josefa s Ježíškem v náručí. 
Světec je představen jako starší vousatý, prostovlasý muž v mírně nadživotní velikosti oděný do řasnatého pláště. Na levé ruce drží děcko. Je rozkročen, pravou nohu má pokrčenou v koleni, které je vysunuto vpřed a noha ukročena, levá noha je poněkud nepřirozeně vytočena chodidlem ven. 
Sedící Ježíšek spočívá na pěstounově levé ruce. Je oděn do řasnaté košilky, hlava je vytočena vzhůru a přiklání se vpravo k obličeji svého pěstouna. Levou ručkou se dotýká ruky sv. Josefa. Bosé nožky má překříženy. Obě sochy mají svatozář. 
V minulosti doplňovali kompozici sousoší dva andílci. Levý z čelního pohledu držel v levé ruce zvonek. Pravý andílek držel rovněž v rukou silně poškozenou harfičku. Oba měli řasnatý pláštík a shlíželi vzhůru k Ježíškovi. Od roku 2005 se andílci na sousoší nenalézají.

## Galerie

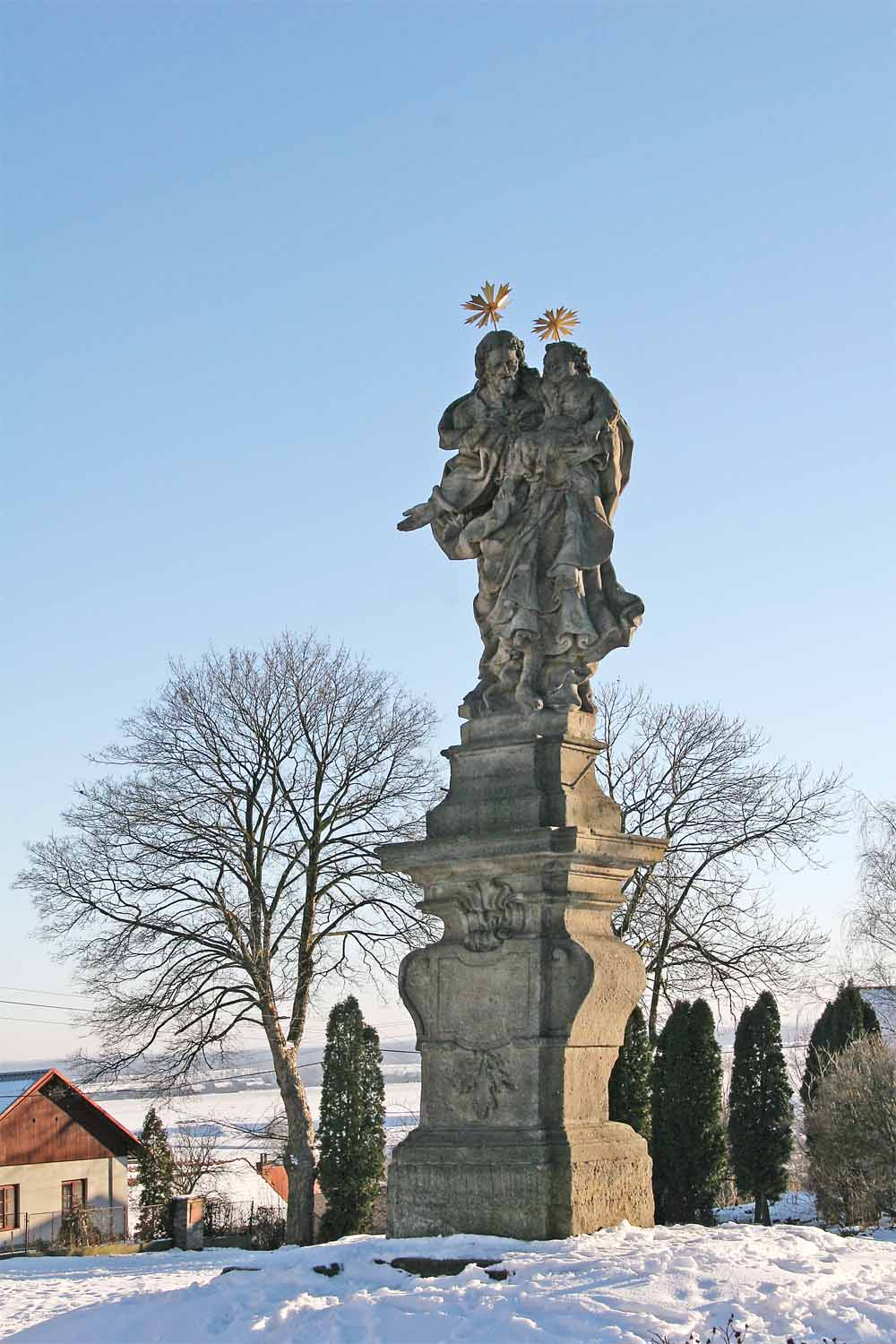
Barokní socha Svatého Josefa v Osicích
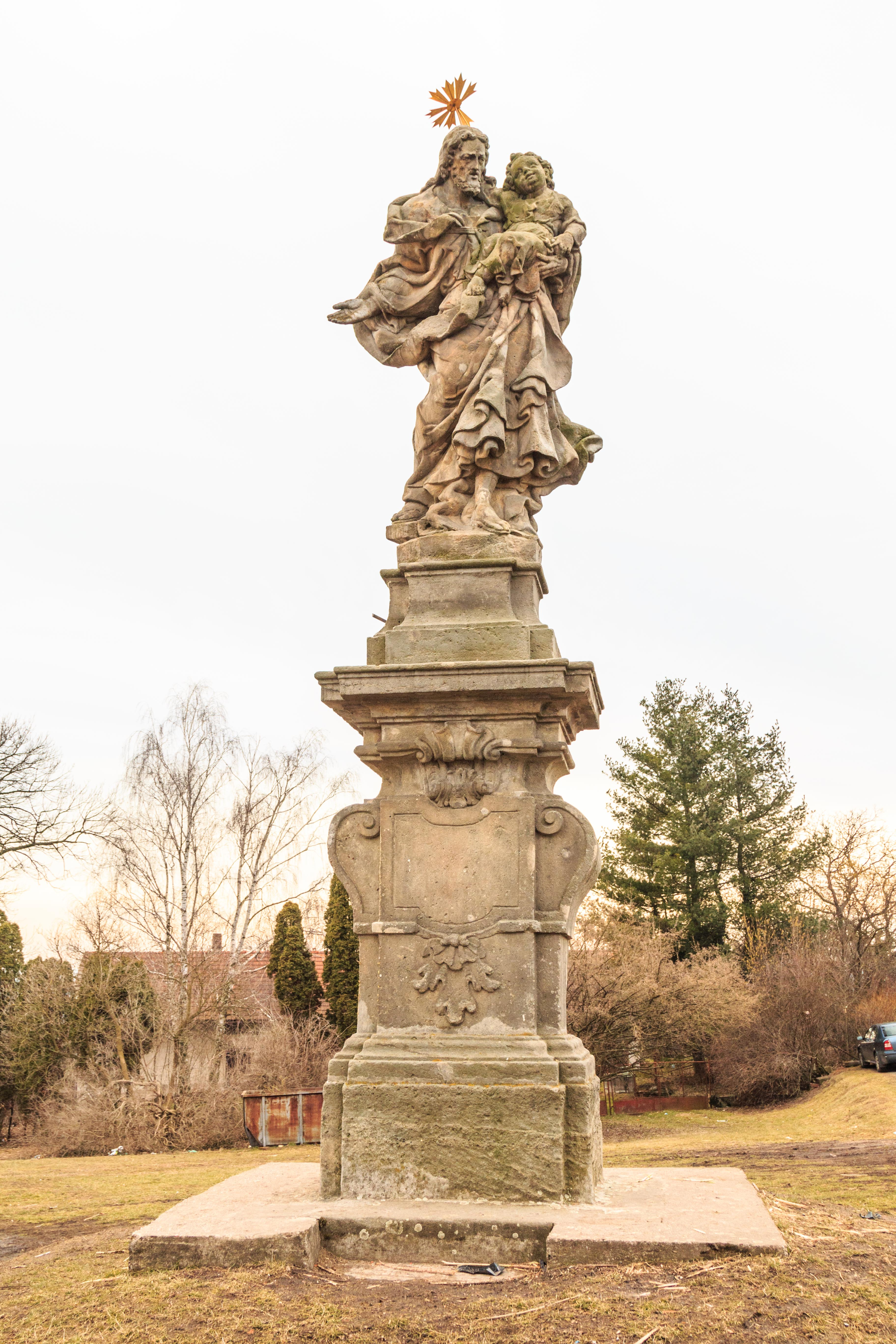
Barokní socha Svatého Josefa v Osicích
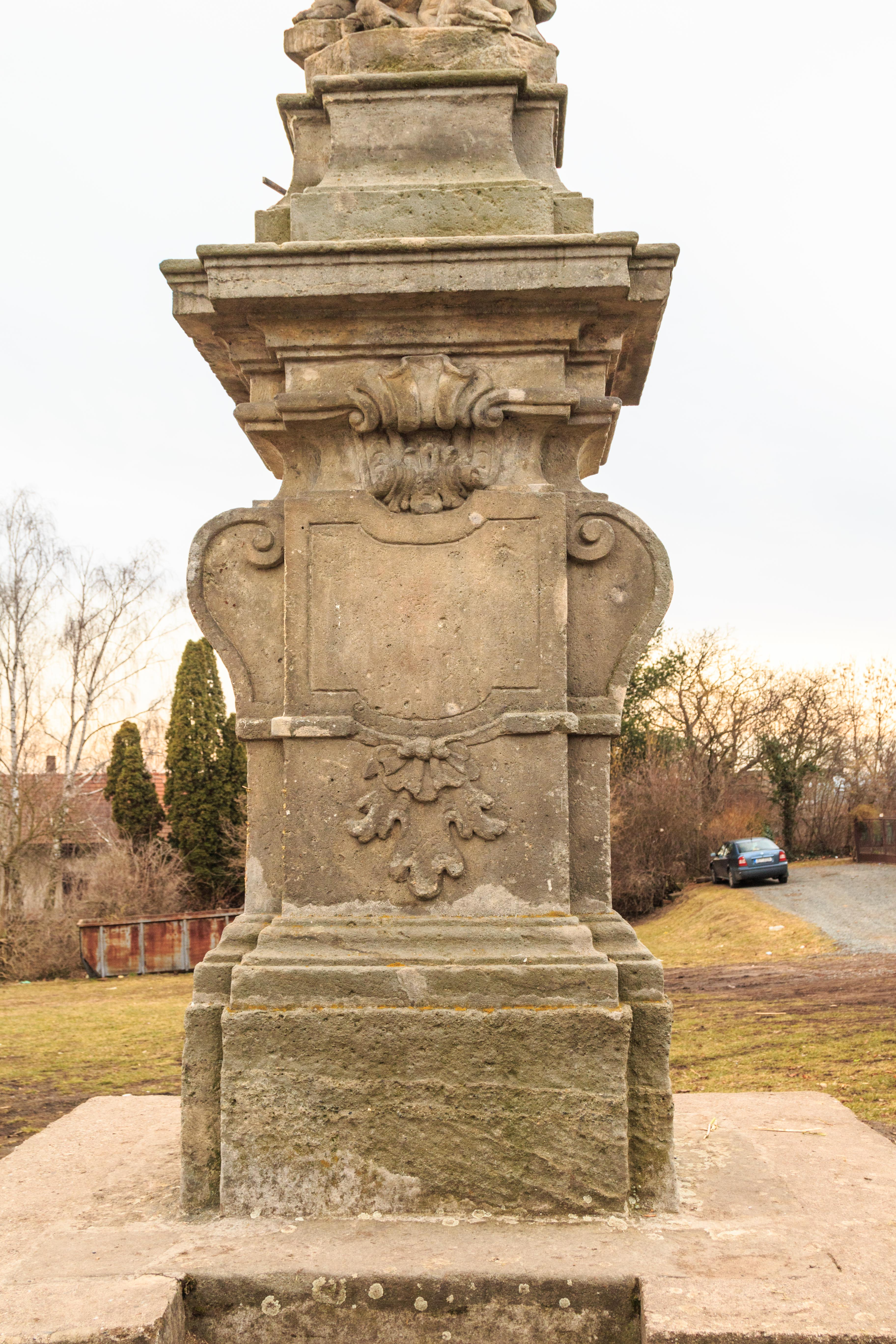
Barokní socha Svatého Josefa v Osicích
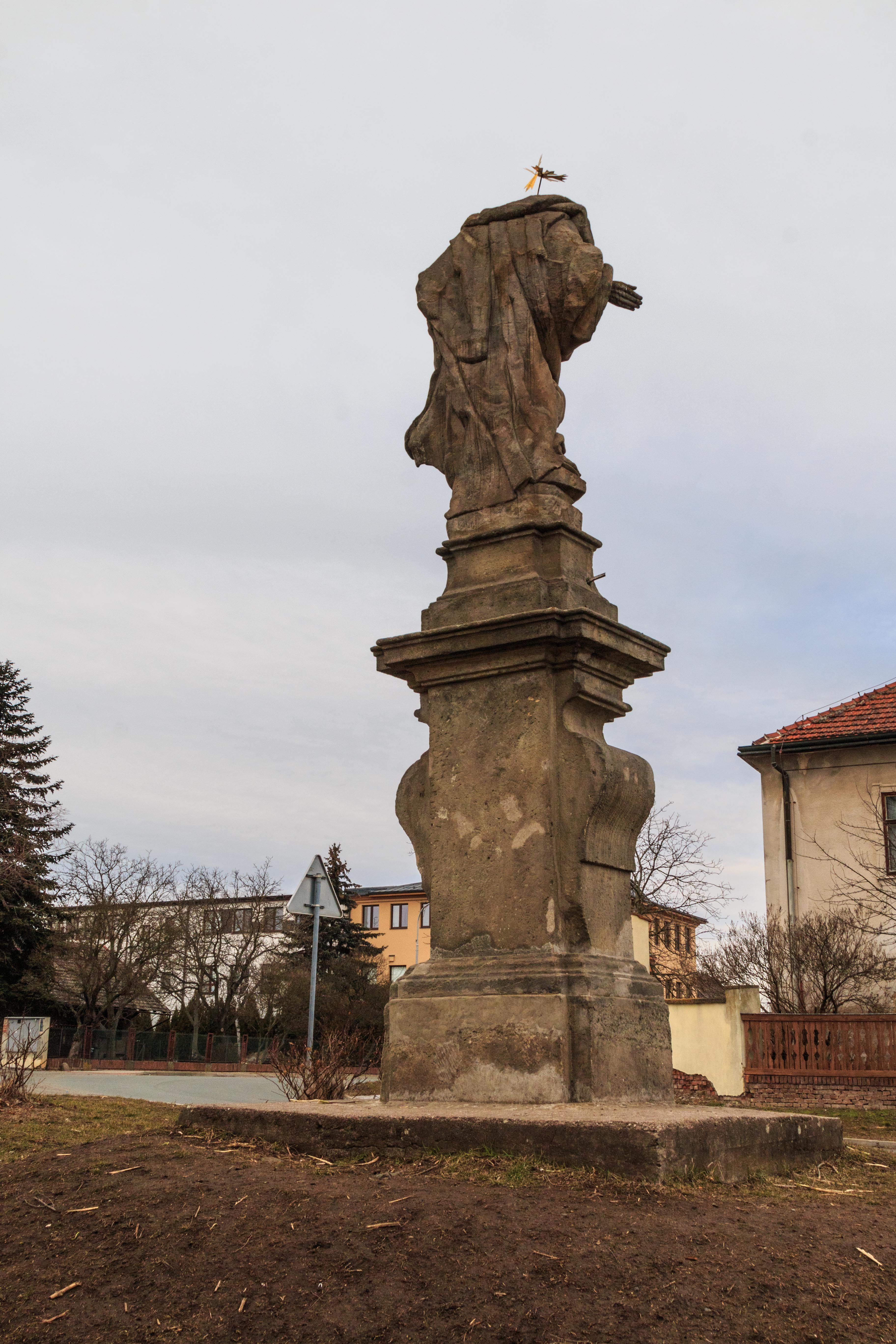
Barokní socha Svatého Josefa v Osicích
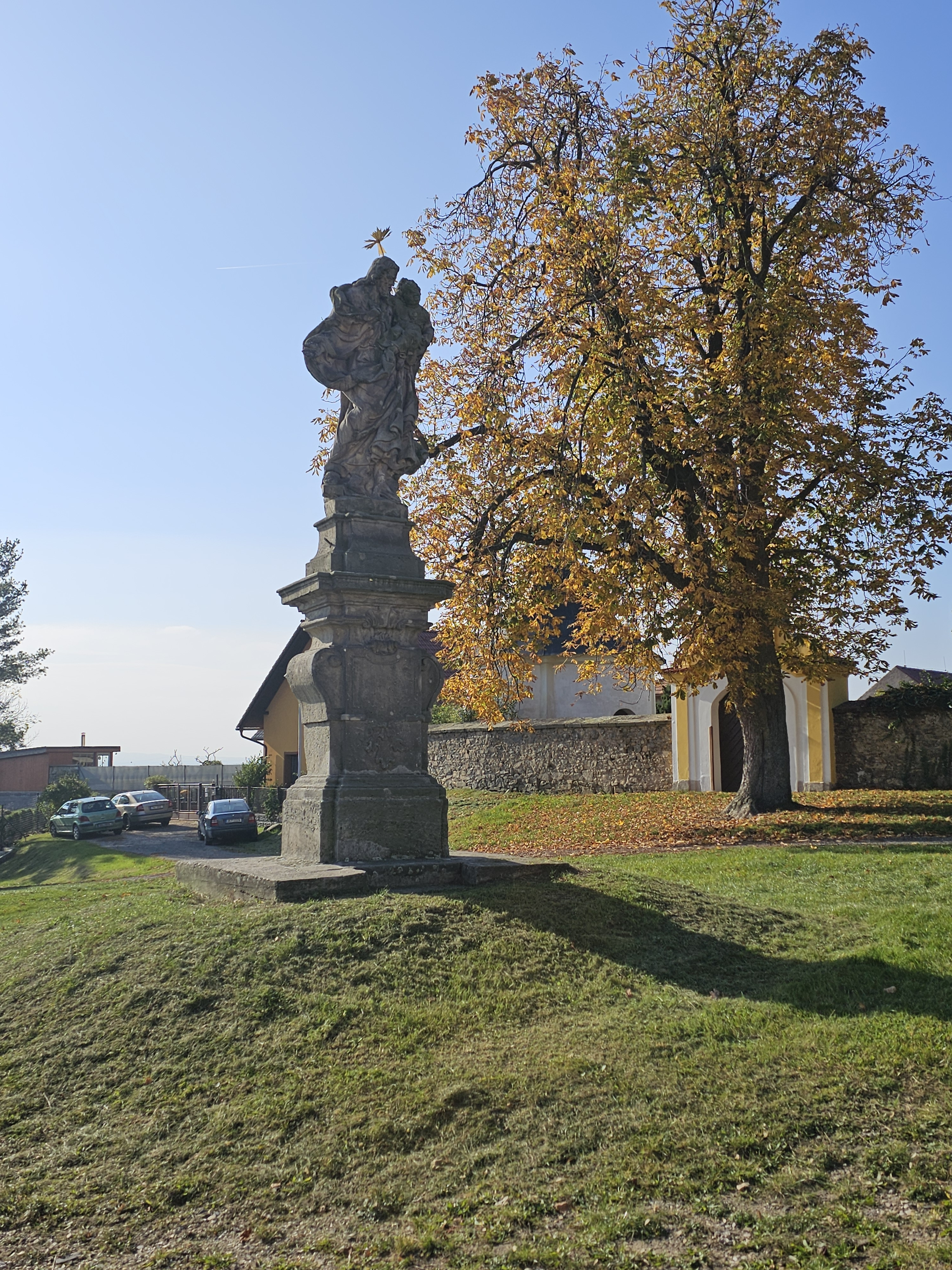
Sousoší sv. Josefa s Ježíškem a andílky v Osicích - stav v roce 2024